# Giovanni Pellielo
Giovanni Pellielo (* 11. Januar 1970 in Vercelli) ist ein italienischer Sportschütze.
Pellielo hat bisher an acht Olympischen Spielen teilgenommen und dabei vier Medaillen gewonnen. Er gehört zu den Sportlern mit den meisten Teilnahmen überhaupt. Seine Spezialität ist das Trapschießen.

## Privates
Pellielo ist diplomierter Agrartechniker und begann auch ein Studium der Gentechnik, welches er jedoch vorzeitig abbrach. Wegen einer Asthmaerkrankung begann er erst als 15-Jähriger mit aktivem Sport, zunächst im Tanzsport, wo er italienischer Juniorenmeister wurde. 

## Sportliche Karriere
Pellielo begann erst im Alter von 18 Jahren mit dem Sportschießen. Bereits vier Jahre später wurde er in die italienische Olympiaauswahl berufen. Neben den Erfolgen bei Olympischen Spielen gewann er bisher sechs Medaillen bei Weltmeisterschaften (davon dreimal Gold) und acht Medaillen bei Europameisterschaften (zweimal Gold) in den Einzelkonkurrenzen. In der Mannschaftswertung stehen weitere sieben Weltmeister- und zehn Europameistertitel zu Buche.
Pellielo wurde mit dem Ritterkreuz, dem Offizierskreuz und dem Komturkreuz zum Verdienstorden der Italienischen Republik ausgezeichnet.